# Cyrano de Bergerac
 For alternative betydninger, se Cyrano de Bergerac (flertydig). (Se også artikler, som begynder med Cyrano de Bergerac)
Savinien Cyrano de Bergerac (6. marts 1619 – 28. juli 1655) var en fransk garderofficer, digter og dramatiker, i sin samtid kendt for sine talløse dueller og kærlighedsaffærer, af eftertiden for komedien Le Pédant joué (1645, Den narrede Pedant) og tragedien La Mort d'Agrippine (1653, Agrippinas død), men især for sine fantastiske fortællinger i L'Autre Monde (da. Rejsen til månen; Rejsen til solen, 1980). Disse eventyrligt fabulerende beretninger, der ikke blev trykt før efter hans død, har givet ham et eftermæle som en anti-autoritær barokdigter, hvis ateistiske materialisme og tro på menneskets frihed og fornuft peger frem mod oplysningstiden et århundrede senere.
Han har lagt navn til skuespillet fra 1897 af den franske forfatter Edmond Rostand. Det er er en klassisk, tragisk fortælling om den sjælfulde poet og filosof og mester i fægtekunsten, som bliver forelsket i sin overdådigt yndige kusine Roxane. Cyrano har imidlertid, ud over det nære slægtskab, den lille ulempe, at han er flov over sin lange næse. Selv mener han, at det har tvunget ham til at udvikle et knivskarpt vid, men det gør ham ude af stand til at turde afsløre sin kærlighed og bejle til Roxane.
I stedet skriver han ildfulde kærestebreve til hende på vegne af en underordnet kadet – den kønne, men jævnt kedelige Christian de Neuvillette, som også er forelsket i hende, men som er mindre begavet, når det kommer til åndfuldt at kunne sætte ord på sine følelser.
Roxane falder for Christian som følge af brevenes poesi og er ganske uvidende om, at de i virkeligheden er skrevet af hendes egen fætter, hvis sjæl martres af indestængt kærlighed.
Dramaet er internationalt kendt og er filmatiseret flere gange:
Jean-Paul Rappeneau instruerede en amerikansk version 1990 med Gérard Depardieu som Cyrano De Bergerac, Anne Brochet som Roxane og Vincent Perez som Christian de Neuvillette.
Temaet og navnet er anvendt i mange andre fortolkninger, for eksempel i filmpastichen Roxanne – næsen er i vejen, 1987, hvor handlingen er transponeret til et amerikansk nutidsplan, idet hovedpersonen Steve Martin, nu er medlem af et brandkorps.